# Johan Magnusson (företagare)
Johan Carl Niklas Magnusson, född 16 februari 1968, är en svensk sommelier, vinskribent och företagare. Han är bror till badmintonspelaren Rickard Magnusson.

## Karriär
Johan Magnusson började tidigt praktisera på Grythyttans Gästgivaregård 1983 hos Carl Jan Granqvist, där han blev kvar fram till 1994 i olika roller, bland annat som servitör och restaurangchef. Magnusson vistades 1989 på en vingård i Bordeaux. Han är utbildad civilekonom vid Göteborgs universitet samt sommelier vid Grythyttans Restauranghögskola.
Magnusson var 1994-2004 VD på Vinkällaren Grappe, som grundats 1986 av Carl Jan Granqvist och ligger på Grevgatan i Stockholm. Han är auktoriserad värderingsman av Sveriges Handelskammare för vin och destillat samt utsedd till Systembolagets värderingsman vid dryckesauktioner. Magnusson har även varit ordförande för svenska sommelierföreningen.

### Magnusson Fine Wine
Johan Magnusson öppnade 2008 vinkällaren Magnusson Fine Wine på Grevgatan 26 i Stockholm. Lokalen var tidigare ett galleri som tillsammans med Thomas Eriksson Arkitekter (TEA) and Stockholm Design Lab gjordes om till en modern vinkällare, och utsågs januari-februari 2013 till Månadens Design av tidningen Resumé. 2018 är vinkällaren en av Nordens största med lagring av cirka 123 000 flaskor till ett värde av runt 210 miljoner kronor. Vinkällarens verksamhet berör lagring, rådgivning om vinlagring, investering i vin. Idag, 2018, sitter Charlotta Leijonhufvud-Magnusson som VD för företaget.

### Utmärkelser
- 2013 - Vinakademiens pris.[5][11]
- 2013 - Årets Svenska Vinprofil - Munskänkarna[12]

### Författare
Johan Magnusson har skrivit två böcker om vin och vinkällare:
- Konsten att bygga en vinkällare (2012) -  (ISBN:9789174015942) [13][14][15]

- Wine Auctions 2008-2009 An Investors Guide, fjärde årgången (ISBN: 9197424978) - Utsedd till 'Best Wine Book for Professionals in Sweden', och tredje plats i kategorin 'Wine Book for Professionals' vid Gourmand Cookbook Awards.[16][17]

Magnusson är regelbundet skribent i tidningarna Dina Viner, där han tidigare var chefredaktör, och Antikvärlden.